# Sphaerokodisis australis
Sphaerokodisis australis är en korallart som först beskrevs av Thomson och Mackinnon 1911.  Sphaerokodisis australis ingår i släktet Sphaerokodisis och familjen Isididae. Inga underarter finns listade i Catalogue of Life.